# Jean-Claude Gouget
Pour les articles homonymes, voir Gouget.
Jean-Claude Gouget, né le 5 novembre 1942 à Saint-Eutrope-de-Born (Lot-et-Garonne), est un agriculteur, ancien artisan et homme politique français, membre du Parti radical de gauche.

## Biographie
Il est le suppléant de Jérôme Cahuzac lors des élections législatives de 1997, de juin 2007 et de 2012 dans la 3e circonscription de Lot-et-Garonne.
Jérôme Cahuzac devenant, en juin 2012, ministre délégué chargé du Budget du gouvernement Jean-Marc Ayrault, Jean-Claude Gouget lui succède le 22 juillet,. Bien que membre du Parti radical de gauche, il siégea au sein du groupe SRC.
En octobre 2012, il cède sa place de conseiller général du canton de Cancon au conseil général à sa suppléante Marie-Christine Kidger.
À la suite du départ de Jérôme Cahuzac du gouvernement le 19 mars 2013, Jean-Claude Gouget quitte son mandat de député le 19 avril. Jérôme Cahuzac ayant décidé de démissionner de son mandat de député, une élection législative partielle est convoquée dans les trois mois. Jean-Claude Gouget a annoncé qu'il ne se représenterait pas à cette élection.

## Mandats
- Conseiller général du canton de Cancon de 1998 à 2012
- Vice-président du Conseil général, président de la commission aide sociale
- Conseiller municipal de Moulinet de 1971 à 1989
- Maire de Cancon de 1995 à 2014
- Président du Syndicat intercommunal à vocation unique (SIVU) du Centre de secours
- Député à la suite de la nomination ministérielle de Jérôme Cahuzac (de juillet 2012 à avril 2013)

## Décorations
- Légion d'honneur en septembre 2011 au titre du ministère de l'Agriculture